# Lucius Iulius Libo
Lucius Iulius Libo war ein römischer Politiker in der Zeit kurz vor dem Ersten Punischen Krieg.
In welcher Weise er mit den Iulii der frühen Republik in Verbindung stand, ist nicht mehr feststellbar. Sowohl sein Großvater wie sein Vater hießen nach den Konsularfasten ebenfalls Lucius, sind aber historisch nicht greifbar. Er erreichte das Konsulat 267 v. Chr. zusammen mit Marcus Atilius Regulus und triumphierte mit seinem Kollegen über die Sallentiner. Weiteres ist über ihn oder eventuelle Nachkommen nicht bekannt. Er könnte vielleicht das Bindeglied zwischen den Iulii Iulli, die zu Beginn des 4. Jahrhunderts v. Chr. verschwanden, und den späteren Iulii Caesares darstellen, die am Ende des Zweiten Punischen Krieges hervortraten.